# Kurt Freiwald
Kurt Eduard Emil Paul Freiwald (* 29. Oktober 1906 in Berlin-Schöneberg; † 12. Dezember 1975) war ein deutscher Kapitän zur See der Wehrmacht und Flottillenadmiral der Bundesmarine.

## Leben
Freiwald, Sohn eines geheimen Oberregierungsrates, besuchte von April 1913 bis März 1916 eine Volksschule und ging anschließend bis März 1925 auf ein Humanistisches Gymnasium.
Anfang April 1925 ging er als Rekrut zur Reichsmarine und diente bis 31. Juli 1925 in der 1. Kompanie der I. Abteilung der Schiffstammdivision der Nordsee in Wilhelmshaven. Es folgte bis Mitte Januar 1926 seine Ausbildung auf dem Schulschiff Niobe. Vom 19. Januar 1926 bis 26. März 1927 war er zur Kadettenausbildung auf Weltreise mit der Hamburg und dann zur Fähnrichausbildung an der Marineschule in Mürwik. Ab April 1928 folgte dort ein Torpedo- (2. April 1928 bis 3. Juni 1928) und später noch ein Nachrichtenkursus (4. Juni 1928 bis 8. Juli 1928). Er belegte eine Sperrlehrgang (9. Juli 1928 bis 4. August 1928), einen Infanterielehrgang bei der II./ der Schiffsstammdivision der Ostsee (5. August 1928 bis 28. Oktober 1928) und einen Schiffsartillerielehrgang an der Schiffsartillerieschule in Kiel (29. Oktober 1928 bis 3. Februar 1929). Ab Anfang Februar 1929 war er bis 30. September 1929 zur Bordausbildung auf dem Linienschiff Schlesien und dort zugleich Zweiter Torpedooffizier. Anfangs als Divisionsleutnant und Zweiter technischer Offizier blieb er mit Unterbrechungen durch Lehrgänge bis 22. September 1931 auf der Schlesien. Er kam bis 30. September 1932 als Platzmajor zur Festungskommandantur Cuxhaven. An der Torpedo- und Nachrichtenschule in Mürwik absolvierte er von Oktober 1932 bis Mitte Mai 1933 eine U-Bootausbildung und wurde dann bis Oktober 1933 zur Verfügung der Marinestation der Ostsee gesetzt. Es folgte bis 24. Juni 1934 sein Einsatz als Lehrer für U-Bootabwehr an der U-Boot-Abwehrschule in Kiel und übernahm bis 27. September 1934 als Kommandant das Räumbootes R 4 der Schule. Er erhielt eine Kommandierung als Flaggleutnant in den Stab des Befehlshabers der Linienschiffe auf die Deutschland und blieb hier, unterbrochen durch eine Ausbildung zum Signaloffizier, bis Ende Juni 1935. Am 18. Juli 1935 wurde er, ab 1. Juli 1935 bereits zur Baubelehrung an der U-Bootschule in Kiel, Kommandant von U 7, welches unter ihn in Dienst gestellt wurde, und blieb dies bis Anfang Oktober 1937. Zeitgleich war er vom 22. November 1936 bis Ende 1936 und erneut im Juni/Juli 1937 Kommandant von U 33. Unter seinem Kommando wurde das Boot im spanischen Bürgerkriegs vor Spanien und Portugal eingesetzt. Freiwald erhielt für diesen Einsatz das Spanienkreuz in Bronze verliehen. Später war er auch kurz Kommandant von U 21. Von Anfang Oktober 1937 bis Ende September 1938 war er Referent für U-Bootfragen und Spanien im OKM in Berlin, blieb im OKM, wechselte dort als Adjutant zum Oberbefehlshaber der Marine, Großadmiral Erich Raeder. Anfang September 1943 wurde er zum Kommandanten-Schießlehrgang zur 24. U-Flottille kommandiert und belegte im Oktober 1943 einen Kommandantenwiederholungslehrgang. Vom 1. November 1943 bis zur Übergabe des Bootes an die Japaner am 6. Mai 1945 war er Kommandant von U 181. Er kam bis Ende 1947 in Kriegsgefangenschaft (bis 20. Juli 1946 in Singapur, bis August 1946 Sudbury, bis September 1946 Crewe Hall, bis November 1947 Haltwhistle und schließlich bis 13. Dezember 1947 Neuengamme).
Am 1. Juli 1956 trat er als Kapitän zur See in die Bundesmarine ein und absolvierte bis Ende September 1956 eine Eignungsübung. Hierbei war er bis 15. November 1957 in die Abteilung V II in das Bundesverteidigungsministerium nach Bonn und von hier von Mitte Juli 1956 bis Anfang August 1956 zum Lehrstab A nach Sonthofen und vom 30. April 1957 bis 7. Juli 1957 an die Marineschule nach Mürwik kommandiert. Zeitgleich war er ab 5. August 1956 für einen Dolmetscherlehrgang an der Universität Mainz, welcher bis 30. September 1965 ging. Ab 16. November 1957 war er Offizier der Reserve zbV im Bundesverteidigungsministerium und blieb dies bis 31. Januar 1958. Vom 1. Februar 1958 bis 28. Februar 1961 war er hier Leiter der neu eingerichteten Unterabteilung I (Personal und Innere Führung). Er belegte im Oktober 1960 einen Informationslehrgang bei der NATO in Paris. Er wurde anschließend Chef des Stabes beim Marinekommando Ost. Von April 1962 bis Anfang 1964 war er Kommandeur des Marineabschnittskommandos Nordsee, welches dem Kommando der Flottenbasis unterstellt war. Zeitgleich war er von Oktober 1963 bis zur Auflösung der Dienststelle im September 1965 Kommandeur des Kommandos der Flottenbasis. Mit Ablauf des 30. September 1965 erfolgte seine Versetzung in den Ruhestand.
Am 25. März 1966 wurde ihm das Große Bundesverdienstkreuz verliehen.

## Beförderungen
- Seekadett: 16. November 1925[4]
- Fähnrich zur See: 1. April 1927
- Obermaat: 1. Juni 1928
- Oberfähnrich zur See: 1. Juni 1929
- Leutnant zur See: 1. Oktober 1929
- Oberleutnant zur See: 1. Juli 1931[1]
- Kapitänleutnant: 1. Juli 1935[5]
- Korvettenkapitän: 1. November 1939
- Fregattenkapitän: 1. August 1943
- Kapitän zur See: 1. April 1945
- Flottillenadmiral: 31. Januar 1963

## Auszeichnungen (Auswahl)
- Spanienkreuz in Gold: 1939
- Orden der Krone von Jugoslawien 3. Klasse: 1939
- Spanisches Marine-Verdienstkreuz in Weiß am Bande 1. Klasse: 31. August 1939
- Offizierskreuz des Ordens der Krone von Italien: 1940
- Offizierskreuz des bulgarischen St. Alexander-Ordens: 3. September 1941
- Offizierskreuz des ungarischen Verdienstordens: 18. Oktober 1941
- Finnisches Freiheitskreuz 3. Klasse mit Schwertern: 11. August 1942
- Ritterkreuz 1. Klasse des schwedischen Schwertordens: 23. September 1942
- Kroatischer Orden der Krone König Zvonimirs 2. Klasse mit Schwertern: 26. September 1942
- Eisernes Kreuz I. Klasse: 14. August 1944
- U-Boot-Kriegsabzeichen: 14. August 1944
- U-Boot-Frontspange in Bronze: 20. April 1945